# 小河 (湾鳄)
小河（1982年—2023年10月25日），是世界最大純人工圈养湾鳄，原属台南麻豆鱷魚王生態教育農場。2017年，麻豆鱷魚王因「台灣防止虐待動物協會」宣揚不符合新《动物保护法》要求被迫停业，后将小河送往廈門中非世野野生动物园。送抵厦门後，小河疑似被園方不當飼養，健康狀況迅速恶化，最終於2023年10月25日病逝，享年41歲。

## 生平

### 台南时期
根据麻豆鳄鱼王主人邱锡河介绍，“小河”出生在東南亞，之後被他進口到台灣。2015年，麻豆鱷魚王因動物表演，被「台灣防止虐待動物協會」認為有虐待動物疑慮，被「台灣防止虐待動物協會」評為十大惡劣農場。2015年7月24日，邱錫河表示因新版动物保护法太过严苛，麻豆鱷魚王预计將於2016年1月23日《展演動物業設置及管理辦法》申請執照的截止日當日結束營業，所以决定停业。根據台灣防止虐待動物協會專員與志工多次前往園區調查及邱錫河坦承，在上午8:00至下午5:30之間的營業時間，园方並不會往“小河”的水池中注水，因此它在营业时间将無法在水池底鋪設的磁磚地面上施力，無論它怎麼滑動四肢，都無法移動身軀。台灣防止虐待動物協會提出，相关的業者不應以「動保法受害者」自居。
2016年6月22日，园方请獸醫師王坤銘用電刀为“小河”切除了3颗牙龈瘤。王医师是大湾动物医院长，曾在3年前为“小河”切除鼻子的肉瘤。在结束营业前数十天，麻豆鱷魚王開放免費入園，吸引許多民眾前往，“小河”的展區周邊吸引了大批遊客。2016年7月31日，农场最后一天营业，大批民众到场与“小河”告别。麻豆鳄鱼王饲养“小河”34年，2010年前测得“小河”身长580厘米，重达1250台斤（合750公斤），闭园时甚至可能重达900公斤。闭园后，农场开始控制“小河”饮食，计划一个月后送往大陆，由于祖籍福建，所以邱锡河将其送往福建省廈門市翔安區的中非世野野生動物園。但因台湾農委會曾以“小河”属于保育類動物阻止它離開台灣，后经邱錫河提供證據证明“小河”不属于保育類動物才最终得以放行。

### 厦门时期

#### 2017年-2018年
2017年12月19日，小河离开台南老家被轉往臺中港碼頭進行檢疫，后搭船前往廈門。經過一天一夜的航行后在厦门国际邮轮中心码头下船，12月22日晚上运抵中非世野野生动物园，12月24日上午卸车放入鳄鱼馆泳池。运送过程中，“小河”爪子和嘴巴有些受伤，卸车间隙饲养员为其伤口处喷药，卸车后则计划为“小河”药浴治疗。2018年1月12日，邱锡河到厦门中非世野野生动物园。1月13日中午，“小河”结束自运输以来的禁食，邱锡河投喂它约5斤多的猪大骨肉。因“小河”的旧伤一直没好，邱锡河于1月15日返回台湾为它取来专业的治伤药。
2018年10月31日中午，一个家庭观光团到中非世野野生动物园观看“小河”时，因为它趴着一动不动，怀疑“小河”可能是鳄鱼模型，便捡起石块向“小河”身上扔，不顾周边游客的劝阻，大力丢石块导致“小河”头部出血。事后，该园动物医院院长卢汉峰紧急带队赶到现场，排放鳄鱼园水池的蓄水，给“小河”清洗消毒伤口。据动物园称，事后曾立刻与警方取得联系，但因园区未正式营业，监控设备未能拍到肇事者。据卢院长称，“小河”事后恢复不错，未出现感染现象，不久便重新与游客们见面。

#### 2022年-2023年
2022年12月，長期關注爬蟲類生物的大陸知名影片博主「爬行天下」和「龙爪洪荒」在Bilibili聯合發佈影片，指“小河”被發現已经瘦到變形，肩胛骨和脊柱均明显突出，生活的水池不仅水深不足，而且水质很差，质疑動物園不當飼養，引发社会关注。后來园方配合进行相应改良，然而效果有限、小河生存处境堪忧。园方對此否认对小河的饲养有问题，甚至无端指责“爬行天下”等爱心人士幕后有黑手、故意炒作此事，同時表示展場環境全依照邱錫河要求規劃、並無不妥。
2023年3月，小河的身体状况迅速恶化，后来被认为是换季期间突发的肝肾功能衰退和内循环失调，甚至有真菌感染的迹象。2023年5月，「爬行天下」、「龙爪洪荒」和邱锡河的儿子邱建文一同前往厦门对小河展开治疗，过程包括但不限于验血、注射药物和喂食。据「龍爪洪荒」透露，小河暂时已经脱离生命危险，但进食状态并不理想，其食量过小将导致其脂肪储备不足以维持冬天的能量消耗。
2023年10月26日，厦门中非世野野生动物园在其公众号发布鳄鱼“小河”的死亡通告，根据通告小河因病于2023年10月25日18时许死亡。10月26日，台海两岸多家媒体发布了小河去世的消息。

## 备注
1. ↑  小河出生地一說新加坡[3]，一說印尼。
2. ↑  部分报道曾误称其为1250公斤[4]或1.25吨[14]